# Horta Vella
L'Horta Vella és un jaciment d'època romana i visigoda situat a la partida homònima al sud-est del nucli urbà de Bétera, és un terreny sobreelevat amb abundància d'aigua al marge dret del barranc del Carraixet amb àmplies panoràmiques, el parc natural de la Serra Calderona cap al nord i cap a l'est la planura litoral de l'Horta Nord.
Es tracta d'un assentament de més de 1.000 m² i que té continuïtat d'hàbitat entre els segles I dC al IX dC. D'aquesta vil·la el més significatiu són les instal·lacions termals compostes per natatio o piscina de més de 60 m², el frigidarium o bany fred, el tepidarium o bany temperat i el caldarium o bany calent. Tot i això hi ha altres dependències corresponents a l'ús agrícola de l'assentament. Aquesta vil·la romana després d'haver-se transformat durant els segles iii dC i IV dC, a mitjans del segle VI fou reconvertida pels visigots, en una instal·lació de la qual ara per ara desconeixem l'ús, però es tracta d'un assentament excepcional per l'escassetat de restes d'aquesta època al País Valencià.
El jaciment de l'Horta Vella està ubicat al centre del triàngle format per Saguntum, Valentia i Edeta-Llíria. La ubicació a mig camí entre Saguntum i Edeta-Llíria el fan un enclavament idoni per al control i explotació del medi al llarg de totes les èpoques. Va estar densament ocupat en l'època romana alto imperial descobrint-se moltes restes arqueològiques associades a vil·les rústiques.

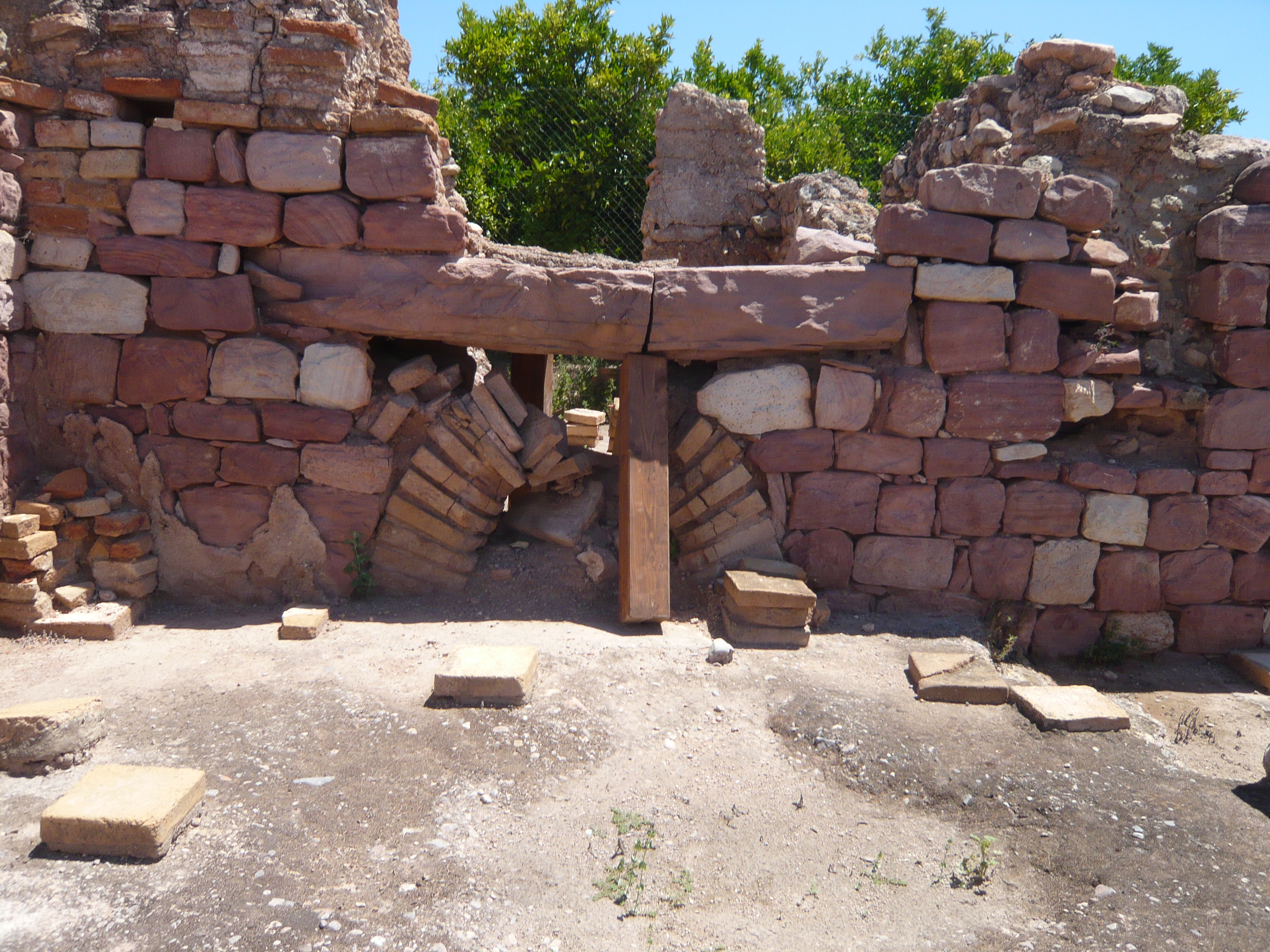
Forn i hipocaust

## Seqüència cultural
A l'Horta Vella es poden distingir 4 grans fases: la Imperial, que s'inicia a finals del segle I o principis del segle ii i acaba a mitjan segle V on pertanyen la majoria de les instal·lacions conservades, on destaca el circuit termal. La segona fase, als s. V-VIII, la vil·la es converteix en una granja fins l'arribada dels musulmanes en el s. VIII. La tercera o paleoandalusí no aporta noves construccions la superfície ocupada es mínima podent ser un punt de control territorial, i la quarta fase correspon amb l'època medieval-moderna-contemporánea (s. XIV-XIX), moment en què les guerres carlines pogué ser una posició militar de control territorial.